# Iteuthelaira esuriens
Iteuthelaira esuriens är en tvåvingeart som först beskrevs av Fabricius 1805.  Iteuthelaira esuriens ingår i släktet Iteuthelaira och familjen parasitflugor. Inga underarter finns listade i Catalogue of Life.